# 圣欧班福斯卢万
圣欧班福斯卢万（法語：Saint-Aubin-Fosse-Louvain，法語發音：[sɛ̃.t‿obɛ̃ fɔs luvɛ̃]）是法国马耶讷省的一个市镇，位于该省西北部，属于马耶讷区。

## 地理
圣欧班福斯卢万（48°27'51"N, 0°49'53"W）面积14.37 平方千米，位于法国卢瓦尔河地区大区马耶讷省，该省份为法国西北部内陆省份，北起芒什省和奧恩省，西接伊勒-维莱讷省，南至曼恩-卢瓦尔省，东临萨尔特省。
与圣欧班福斯卢万接壤的市镇（或旧市镇、城区）包括：代塞尔蒂讷、戈龙、埃尔塞、莱布瓦、维约维、帕赛维拉日。

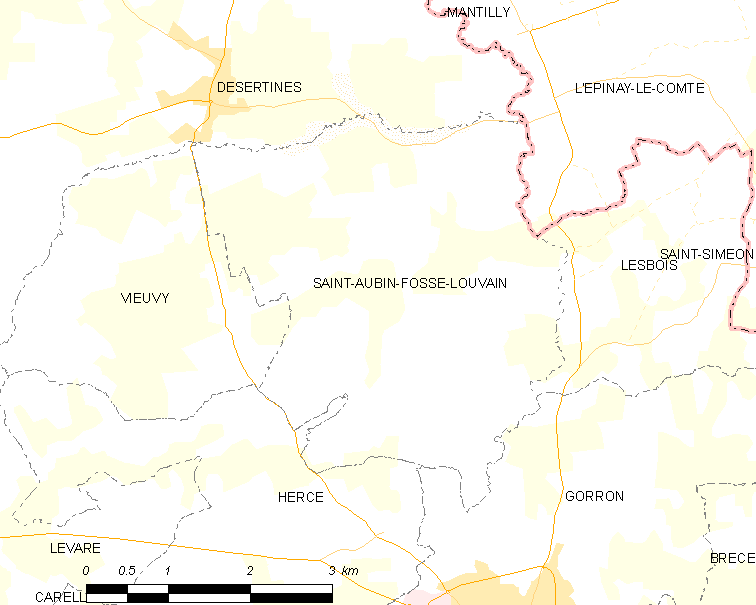
圣欧班福斯卢万的OSM定位图

圣欧班福斯卢万的时区为UTC+01:00、UTC+02:00（夏令时）。

## 行政
圣欧班福斯卢万的邮政编码为53120，INSEE市镇编码为53199。

## 政治
圣欧班福斯卢万所属的省级选区为戈龙县。

## 人口

1962-2008年间圣欧班福斯卢万人口变化图示

圣欧班福斯卢万于2022年1月1日时的人口数量为212人。